# Lacs d'Ayous
Les lacs d'Ayous sont un ensemble de six lacs de la chaîne de montagne des Pyrénées françaises situés dans le département des Pyrénées-Atlantiques de la région Nouvelle-Aquitaine. Ces lacs font partie de la vallée d'Ossau, dans l'ancienne principauté de Béarn.

## Géographie
Les six lacs qui composent les lacs d'Ayous sont le lac Castérau, le lac du Miey, le lac Gentau, le lac Bersau, le lac Paradis et le lac Roumassot.

### Chimie de l'eau
Une enquête sur la distribution et la spéciation du Sélénium a été menée dans 20 lacs vierges de haute altitude des Pyrénées du centre-ouest. Cette interprétation suggère que les apports atmosphériques représentent une source importante de Sélénium aux lacs éloignés lorsque la géochimie du substratum rocheux est appauvrie en Sélénium et en sulfate. Cette étude fournit un ensemble unique de données qui permet de mieux évaluer la biogéochimie du Sélénium dans les lacs et les bassins versants principalement affectée par les émissions mondiales, le transport à longue distance et les dépôts atmosphériques.

## Protection
Ces lacs ne sont pas dans le Parc National des Pyrénées dont la limite est située à l'extrémité ouest du lac Gentau.